# Гаджибекова, Ульвия Вагиф кызы
Ульвия Вагиф кызы Гаджибекова (азерб. Ülviyyə Vaqif qızı Hacıbəyova, род. 9 июня 1960, Баку) — советский и азербайджанский композитор, пианист, музыкальный педагог, народная артистка Азербайджана (2018). Профессор Бакинской музыкальной академии имени Гаджибейли.

## Биография
Ульвия Вагиф кызы Гаджибекова родилась 9 июня 1960 года в городе Баку Азербайджанской ССР в интеллигентной семье учёного Вагифа Валиева.
В возрасте трёх лет Ульвия начала играть на фортепиано. Первое музыкальное образование получила в средней специальной музыкальной школе имени Бюльбюля, проходила обучение в классе Филатовой. В 1983 году окончила Азербайджанскую государственную консерваторию по специальности фортепиано. В 1986 году была ассистент-стажёром в классе народного артиста Азербайджанской ССР Рауфа Атакишиева. Брала уроки у профессоров Московской государственной консерватории имени Чайковского Якоба Мильштейна и Льва Наумова, проходила практику в Московской консерватории. В 1983 году начала свою педагогическую деятельность в качестве преподавателя Азербайджанской государственной консерватории имени Узеира Гаджибекова. В настоящее время является профессором кафедры специального фортепиано Бакинской Музыкальной Академии.
С 1985 года Ульвия Гаджибекова регулярно выступает с концертными программами в Азербайджане и за рубежом как исполнительница фортепианного дуэта с Егоной Ахундовой. Этот дуэт успешно выступал на ряде международных фестивалей и конкурсов.
Композитор Гаджибекова написала своё первое произведение в возрасте шести лет. Об этом был снят азербайджанский телефильм под названием «Песни Ульвии», который был продемонстрирован на телевидение Баку и Москвы.
Является исполнительницей дисков немецкой музыки «Itaf», «Музыкальный мир Гаджибековых», «Произведения азербайджанских композиторов, найденные в архивах», а также «Антологии произведений азербайджанских композиторов», состоящей из 15 дисков, включающих более 1000 произведений 143 азербайджанских композиторов. В этот список входят диски «Мир музыки Гаджибековых», «Из архива Азербайджанского Государственного музея музыкальной культуры», «Антология азербайджанских композиторов». Кроме того, она написала ряд песен и фортепианных пьес, произведений для фортепиано, а также являлется автором более 30 научных статей: «Деятели искусства. Мир музыки Гаджибековых», «Народные дастаны в оперном творчестве азербайджанских композиторов», "Проблемы исполнительства произведений, написанных для фортепиано в рамках трехтомного проекта «Антология произведений азербайджанских композиторов», «Исмаил Гаджибеков». Наряду с этим она является составителем и редактором 3-х томной книги нот «Антология произведений азербайджанских композиторов».
Проживает в городе Баку.

## Награды
- Народный артист Азербайджанской Республики — 2018[5],
- Заслуженный деятель искусств Азербайджана — 2007.